# Vereniging van Belgische Steden en Gemeenten
De Vereniging van Belgische Steden en Gemeenten - Union des Villes et Communes belges (VBSG-UVCB) is de koepelorganisatie van de Belgische gemeenten. In de eerste decennia vanaf de oprichting in 1913 waren alle gemeenten in België rechstreeks lid van de vereniging. Door de federalisering vanaf de jaren 1970 tot de jaren 1990 zijn er gewestelijke afdelingen en uiteindelijk onafhankelijke verenigingen ontstaan, waarvoor VBSG-UVCB thans als koepel fungeert. 
De vereniging heeft drie gewestelijke lidorganisaties:
- de Vereniging van Vlaamse Steden en Gemeenten (VVSG)
- de Union des Villes et Communes de Wallonie (UVCW)
- BRULOCALIS (Vereniging van de Stad en de Gemeenten van het Brussels Hoofdstedelijk Gewest)

## Geschiedenis
De organisatie werd opgericht op 29 juli 1913 op het stadhuis te Gent op initiatief van Emile Vinck. Tijdens deze eerste algemene vergadering werd Emile Braun als voorzitter verkozen, zelf werd Vinck directeur. De vereniging werd gehuisvest in de kelders van het Museum voor Oude Kunst aan de Regentschapsstraat te Brussel. In 1914 "adopteerde" de organisatie het tijdschrift Mouvement communal, het blad vond zijn oorsprong in 1903 toen het werd uitgegeven door de BWP ter ondersteuning van zijn gemeenteraadsleden. Tijdens de Eerste Wereldoorlog lag de werking van de vereniging stil, de activiteiten werden opnieuw opgestart in 1919. Op 25 september van dat jaar werd op initiatief van Jules Seeliger, en met ondersteuning van de VBSG, de Onderlinge Maatschappij der Openbare Besturen (OMOB) opgericht als brandverzekeraar van een twintigtal gemeentebesturen. Het was echter tot 1922 wachten op de eerste naoorlogse vergadering van de VBSG. In 1924  werd de OMOB uitgebreid met een arbeidsongevallen-, gemeenterecht- en pensioenskas. Omstreeks 1926 werd gestart met een Nederlandse uitgave van het ledenblad, onder de naam De Gemeente.
De 25e verjaardag van de organisatie - die gevierd zou worden tijdens het 11e congres in Luik van 3 tot 6 september 1939 -was er één in mineur, omwille van de oorlogsdreiging werd het congres geannuleerd. Tijdens de Duitse bezetting tijdens de Tweede Wereldoorlog beperkte de organisatie haar werkzaamheden, zo bleef ze - in de vorm van informatiebladen - publiceren en werd ze bij de aanvang van de bezetting door de voorzitter van het Duits militair bestuur ontvangen. Na de bevrijding werd er in december 1945 opnieuw een congres georganiseerd, in oktober van datzelfde jaar was de druk van De Gemeente / Mouvement communal hervat. In 1953 dient de VBSG te verhuizen en nam ze haar intrek in de Wolstraat 30 te Brussel, tevens kreeg ze van dan af concurrentie van de  'Belgische afdeling van de Raad van Europese Gemeenten'  (REG). Dit gaf (mede) de impuls tot een grondige reorganisatie van de VBSG, die zou uitgevoerd worden door de toenmalige schatbewaarder Boudewijn de Grunne. Onder zijn impuls als nieuw aangesteld directeur van de vereniging werden de statuten vernieuwd, werd er een uitbreiding van de financiële middelen bekomen en werd het aantal stafleden uitgebreid.
In de periode die hierop volgde werden verschillende nieuwe diensten en organisaties in de schoot van de vereniging opgericht. Zo werden onder meer een 'vereniging voor sociale huisvesting' (1961), een 'afdeling Openbare Onderstand' (1965) en een 'afdeling Onderwijs' (1971) opgericht.  In dat laatst genoemde jaar werd er tevens verhuisd naar de huidige locatie in de Aarlenstraat. Eind jaren 80 kwam het tot een fusie met de  'Belgische afdeling van de REG' , ondertussen omgevormd tot Raad van Europese Gemeenten en Regio’s  (REGR).
In 1977 werd een politieke reorganisatie doorgevoerd met de oprichting van regionale afdelingen. Het Vlaams regionaal comité kreeg Georges Cardoen als voorzitter, het Waals regionaal comité werd voorgezeten door Emile Henry en het Brussels regionaal comité door André Lagasse. Deze regionale comités werden bevoegd voor de gewest- en gemeenschapsmateries, de federaal gebleven bevoegdheden werden behartigd door de VBSG. De daarop volgende jaren werd de organisatie steeds verder geregionaliseerd en in 1993 verwierven de regionale entiteiten een eigen vzw-statuut. Twee jaar later, in 1995, werd de VBSG-structuur volledig geregionaliseerd, voortaan zou de raad van bestuur gevormd worden door de vertegenwoordigers van de regionale entiteiten en werd er besloten tot een roterend VBSG-voorzitterschap van twee jaar tussen de drie regionale voorzitters. In 2004 ten slotte werden de statuten van de VBSG gewijzigd, voortaan bestond de algemene vergadering niet langer uit de aangesloten gemeenten, maar enkel nog uit de drie regionale verenigingen.

## Structuur
De vereniging heeft haar zetel in de Aarlenstraat 53 bus 4 te Brussel. Het voorzitterschap wordt om de beurt voor twee jaar uitgeoefend door de
voorzitters van de drie regionale verenigingen. De voorzitters van de twee andere verenigingen zijn ondervoorzitter. Huidig voorzitter is Marc Cools.

### Voormalig voorzitters
| Tijdspanne | Tijdspanne  | Voorzitter                          | hoedanigheid                 |
| ---------- | ----------- | ----------------------------------- | ---------------------------- |
|            | 1913 - 1924 | Emile Braun (LP)                    | burgemeester van Gent        |
|            | 1924 - 1927 | Émile Digneffe (LP)                 | burgemeester van Luik        |
|            | 1927 - 1933 | Frans Van Cauwelaert (Kath. Partij) | burgemeester van Antwerpen   |
|            | 1933 - 1939 | Alfred Vander Stegen (LP)           | burgemeester van Gent        |
|            | 1939 - 1945 | Karel Dessain (Kath. Verbond)       | burgemeester van Mechelen    |
|            | 1945 - 1956 | Joseph Vandemeulebroek (LP)         | burgemeester van Brussel     |
|            | 1956 - 1959 | Carl Lebon (CVP)                    | schepen van Antwerpen        |
|            | 1959 - 1961 | Antoon Spinoy (BSP)                 | burgemeester van Mechelen    |
|            | 1961 - 1966 | Joseph Bracops (BSP)                | burgemeester van Anderlecht  |
|            | 1966 - 1967 | Antoon Spinoy (BSP)                 | burgemeester van Mechelen    |
|            | 1967 - 1971 | Marcel Piron (LP)                   | schepen van Brussel          |
|            | 1971 - 1989 | Paul Meyers (CVP)                   | burgemeester van Hasselt     |
|            | 1989 - 1995 | Michel Debauque (PS)                | burgemeester van La Louvière |
|            | ...         |                                     |                              |
|            | 1999 - 2001 | Jacques De Grave (PRL)              | schepen van Elsene           |

| Tijdspanne | Tijdspanne   | Voorzitter                   | hoedanigheid                         |
| ---------- | ------------ | ---------------------------- | ------------------------------------ |
|            | 2001 - 2003  | Jef Gabriels (CVP)           | burgemeester van Genk                |
|            | 2003 - 2005  | Willy Taminiaux (PS)         | burgemeester van La Louvière         |
|            | 2005 - 2006  | Michiel Vandenbussche (sp.a) | schepen van Etterbeek                |
|            | 2006 - 2007  | Marc Cools (MR)              | schepen van Ukkel                    |
|            | 2007 - 2009  | Jef Gabriels (CVP)           | burgemeester van Genk                |
|            | 2009         | Paul Furlan (PS)             | burgemeester van Thuin               |
|            | 2009 - 2011  | Jacques Gobert (PS)          | burgemeester van La Louvière         |
|            | 2011 - 2013  | Marc Cools (MR)              | schepen van Ukkel                    |
|            | 2013 - 2015  | Luc Martens(CD&V)            | burgemeester van Roeselare           |
|            | 2015 - 2017  | Jacques Gobert               | burgemeester van La Louvière         |
|            | 2017 - 2019  | Marc Cools (MR)              | schepen van Ukkel                    |
|            | 2019 - 2021  | Wim Dries (CD&V)             | burgemeester van Genk                |
|            | 2021 - 2023  | Maxime Daye (MR)             | burgemeester van 's-Gravenbrakel     |
|            | 2023 - heden | Olivier Deleuze (Ecolo)      | burgemeester van Watermaal-Bosvoorde |